# InterAgros
Les InterAgros (également appelées Inter-Agros ou plus simplement, IA) sont un évènement multisport et festif annuel, rassemblant les étudiants des grandes écoles publiques des sciences du vivant, de l'environnement et de la Terre. Créées en 1972, les InterAgros se tiennent chaque année durant le pont de l’Ascension. Elles sont organisées à tour de rôle par six grandes écoles agronomiques : celles de Paris, Montpellier, Rennes, Toulouse, Bordeaux et Nancy.
L'édition 2026, organisée par l'Institut Agro Rennes (anciennement Agrocampus Ouest) aura lieu du 14 au 17 mai 2026.

## Description de l'événement
Les InterAgros se tiennent chaque année à l’occasion du pont de l’Ascension. Le tournoi débute le jeudi, jour de l’Ascension, avec l’arrivée des participants dans la nuit précédente ou dans la matinée. Du jeudi au samedi, les écoles s’affrontent dans une vingtaine de disciplines sportives, dans une ambiance à la fois compétitive et conviviale. L’événement se conclut le samedi soir par la cérémonie de remise des prix. Le dimanche est consacré au départ des participants, marquant la fin de cette grande rencontre étudiante.

## Historique
Créées en 1972 par les établissements agronomiques, couramment appelés « Agros », les InterAgros avaient pour vocation de regrouper les étudiants des écoles nationales supérieures agronomiques (ENSA) autour d'une compétition sportive.
Dès les années 2000, d'autres établissements ont progressivement été invités à rejoindre la compétition, bien que la date précise de cette ouverture ne soit pas clairement établie. Les écoles nationales d'ingénieurs des travaux agricoles (ENITA) participent de manière fréquente à compter de cette date. Aujourd'hui la distinction ENSA et ENITA est désuète.
Entre les années 2000 et 2008, les grandes écoles, ou certaines de leurs sections, spécialisées dans le domaine de l’agroalimentaire disposaient de leur propre rencontre sportive, les InterAgorals. Cette compétition parallèle réunissait notamment l’ENSIA Massy (intégrée à AgroParisTech en 2007) et son campus de Montpellier (SIARC) (intégrée à Institut Agro Montpellier, ex Montpellier SupAgro en 2007), l’ENSBANA Dijon (intégré à Institut Agro Dijon, ex AgroSup Dijon en 2009), l’INSFA Rennes (intégré à Institut Agro Rennes Angers, ex Agrocampus Ouest, campus de Rennes en 2004), l’ISTA Bordeaux (intégrée à l’ENSCBP en 2009), l’ENITIAA Nantes (devenue Oniris en 2010), ainsi que la section industries alimentaires de l’ENSAIA. Les InterAgorals ont depuis cessé d’exister. Aujourd’hui, la plupart des établissements issus de ces fusions participent aux InterAgros sous la bannière des écoles qui leur ont succédé.
En 2016, Bordeaux Sciences Agro, rejoint la liste des écoles organisatrices des InterAgros.

## Organisation

### Ville hôte tournante
Chaque année les InterAgros changent de ville, avec une organisation portée exclusivement par une des écoles organisatrices. Les établissements fondateurs de l’événement étaient :
- l'Institut national agronomique Paris-Grignon
- l'École nationale supérieure agronomique de Rennes
- l'École nationale supérieure agronomique de Montpellier
- l'École nationale supérieure agronomique de Toulouse
- l'École nationale supérieure d'agronomie et des industries alimentaires de Nancy

Ces écoles, puis leurs successeurs à travers les regroupements et restructurations institutionnelles, organisent les InterAgros à tour de rôle. Depuis 2016 et l'arrivée de Bordeaux Sciences Agro, la rotation est la suivante : Paris, Montpellier, Rennes, Toulouse, Bordeaux et Nancy.

### Modalités d'organisation
L’événement se déroule chaque année du jeudi de l’Ascension au dimanche suivant, voire dès le mercredi soir. Il réunit plus de 2 000 étudiants, venus des écoles participantes. Les compétitions sportives, ainsi que diverses épreuves annexes et animations festives, sont encadrées par plusieurs centaines de bénévoles issus de l'école organisatrice,.
Les participants sont logés sous tente pendant toute la durée de l'événement, sur un terrain spécialement aménagé pour l’occasion. La logistique de l’hébergement nécessite des surfaces importantes (plus de 4 hectares en 2019[source insuffisante]), ce qui rend parfois impossible la tenue de l’événement sur les sites mêmes des écoles.
Ainsi, il arrive que l'Institut Agro Rennes Angers fasse le choix d'organiser à Vitré (Ille-et-Vilaine) ou à Carhaix (Finistère) sur le site des Vieilles Charrues, ou bien que l'Institut Agro Montpellier aille à Poussan (Hérault) Lunel (Hérault) ou à Miramas (Bouches-du-Rhône). Cette itinérance annuelle, combinée aux contraintes logistiques croissantes, représente un défi important en matière d’organisation, de transmission intergénérationnelle et de sécurité. Ces aspects sont régulièrement soulignés par les autorités locales, en particulier en ce qui concerne la gestion des risques liés à la taille de l’événement.

### Écoles participantes
Outre les cinq écoles fondatrices, plusieurs établissements sont invités chaque année à participer à la compétition. Certaines écoles sont invitées de manière quasi systématique, notamment les autres établissements d’agronomie de l’ancien réseau ENITA, tels que Bordeaux Sciences Agro, VetAgro Sup, l’Institut Agro Dijon et Oniris Nantes, ainsi que d'autres écoles comme l’ENSG de Nancy, l’ENGEES de Strasbourg ou l’ENSTIB d’Épinal. D'autres établissements sont conviés plus ponctuellement selon les éditions, comme l’ESB, l’ESB de Strasbourg, ou diverses écoles issues des concours agro-véto et d'autres domaines proches (ENTPE, ENSP, ENSTBB, écoles normales, écoles vétérinaires).
Il convient de noter que la liste des équipes engagées dans les épreuves ne correspond pas toujours strictement à celle des établissements participants. Ainsi, le campus de Nancy d’AgroParisTech et celui d’Angers de l’Institut Agro Rennes-Angers forment chacun une équipe distincte. Ce découpage s'explique par des raisons pratiques, notamment la difficulté d'organiser des entraînements réguliers entre étudiants situés dans des villes différentes, mais aussi historiques : ces campus étaient autrefois des écoles indépendantes, disposant de leurs propres équipes aux InterAgros, qui ont conservé leur nom d’origine (FIF et INH respectivement).
| École                       | Équipe | Campus           | Couleurs  | Mascotte  | Remarques                                                                           |
| --------------------------- | ------ | ---------------- | --------- | --------- | ----------------------------------------------------------------------------------- |
| AgroParisTech               | APT    | Paris-Saclay     |           | Bélier    | Héritière de l'équipe de l'INA P-G.                                                 |
| AgroParisTech               | APT2   | Paris-Saclay     |           |           | A remplacé l'équipe du campus de Massy, elle-même héritière de l'équipe de l'ENSIA. |
| AgroParisTech               | FIF    | Nancy            | et tartan | Sanglier  | Héritière de l'équipe de la FIF - ENGREF.                                           |
| Institut agro Rennes-Angers | ACO    | Rennes           |           | Poulpe    | Héritière de l'équipe de l'ENSAR puis AgroCampusOuest campus de Rennes.             |
| Institut agro Rennes-Angers | INH    | Angers           |           | Serpent   | Héritière de l'équipe de l'INH.                                                     |
| Institut agro Montpellier   | MTP    | Montpellier      |           | Crocodile |                                                                                     |
| ENSA Toulouse               | ENSAT  | Toulouse         |           | Taureau   |                                                                                     |
| ENSAIA Nancy                | ENSAIA | Nancy            |           | Pingouin  |                                                                                     |
| Bordeaux Sciences Agro      | BSA    | Bordeaux         |           | Gorille   |                                                                                     |
| Institut agro Dijon         | IAD    | Dijon            |           | Tigre     |                                                                                     |
| Oniris Nantes               | ONIRIS | Nantes           |           | Tortue    | (cursus ingénieur)                                                                  |
| VetAgroSup                  | VAS    | Clermont-Ferrand |           | Hérisson  | (cursus ingénieur)                                                                  |
| ENSG Nancy                  | ENSG   | Nancy            |           | Dinosaure |                                                                                     |
| ENGEE Strasbourg            | ENGEES | Strasbourg       |           | Cigogne   |                                                                                     |
| ESB                         | ESB    | Nantes           |           | Poussin   |                                                                                     |
| ENSTIB Épinal               | ENSTIB | Épinal           |           | Castor    |                                                                                     |

### Thèmes
Depuis au moins 2012, chaque édition est associée à un thème principal, déterminé en interne. Depuis 2021, la logique impose que le thème commence par la première lettre de la ville où se situe l'école organisatrice. Chaque thème est ensuite divisé en sous-thème de tel sorte que chaque école participante dispose d'un sous-thème.
| Édition | Année | Lieu = école organisatrice | Ville exacte                                                 | Dates              | Thème                         |
| ------- | ----- | -------------------------- | ------------------------------------------------------------ | ------------------ | ----------------------------- |
| 54      | 2026  | Rennes                     |                                                              | 14 au 17 mai       |                               |
| 53      | 2025  | Montpellier                | Poussan (campement et sports au même endroit)                | 29 mai au 1er juin | IAMonstres                    |
| 52      | 2024  | Paris                      | Gif-Sur-Yvette (campement et sports au même endroit)         | 8 au 12 mai        | IAPlay (jeux-vidéos)          |
| 51      | 2023  | Nancy                      | Lac de Madine (campement) et Saint-Mihiel (sports)           | 18 au 21 mai       | IANetflix (séries-télévisées) |
| 50      | 2022  | Bordeaux                   | La Réole (campement et sports dans la même commune)          | 26 au 29 mai       | IABackToThePast               |
| 49      | 2021  | Toulouse (distanciel)      | (édition en distanciel pour raison de pandémie de Covid-19)  | 13 au 16 mai       | IATypique                     |
| -       | 2020  | Rennes (annulée)           | (édition annulée pour raison de pandémie de Covid-19)        | -                  | HippIAco                      |
| 48      | 2019  | Montpellier                | Salon-de-Provence (campement) et Miramas (sports)            | 30 mai au 2 juin   | SuperAgros (super-héros)      |
| 47      | 2018  | Paris                      | Grignon (campement) et Poissy (sports)                       | 10 au 13 mai       | GalaxIA (univers spatial)     |
| 46      | 2017  | Nancy                      | Lac de Madine (campement) et Saint-Mihiel (sports)           | 25 au 28 mai       | thème sur les Vikings         |
| 45      | 2016  | Bordeaux (1ère édition)    | Canéjan (campement) et Cestas (sports)                       | 5 au 8 mai         | OlympIA                       |
| 44      | 2015  | Toulouse                   | Albi (campement et sports au même endroit)                   | 14 mai au 17 mai   | (aucune archive)              |
| 43      | 2014  | Rennes                     | Carhaix-Plouguer (campement et sports dans la même commune)  | 29 mai au 1er juin | Conquête de l'Ouest           |
| 42      | 2013  | Montpellier                | Montpellier (campement) et Lunel (sport)                     | 8 au 12 mai        | Seigneur des Agros            |
| 41      | 2012  | Paris                      | Villers-Cotterêts (campement et sports dans la même commune) | 17 au 20 mai       | Fin du Monde                  |

### Coûts et retombées

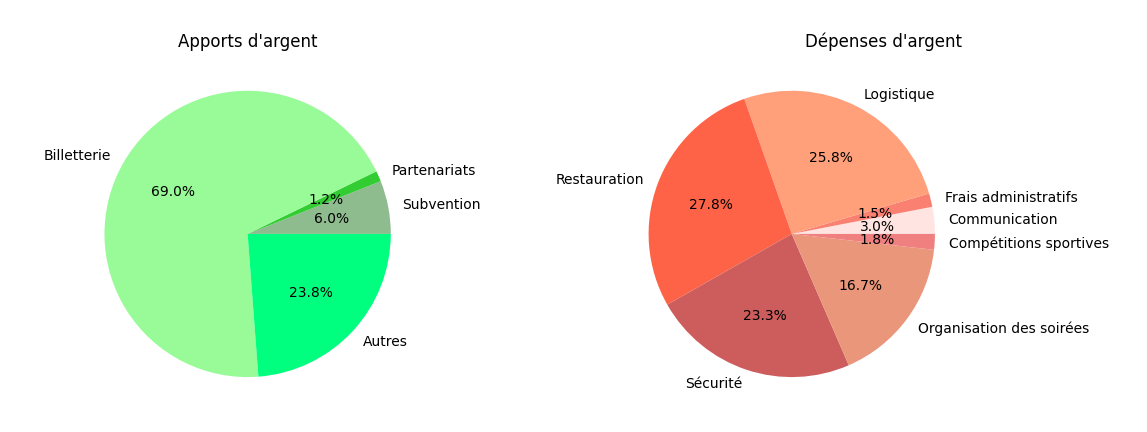
Répartition du budget des IAB 2016.

Les éditions récentes de l’événement ont engendré un coût compris entre 250 000 et 360 000 €,,. Ce budget est financé grâce à une combinaison de ressources issues de l'association organisatrice, de subventions accordées par l'établissement d’enseignement supérieur partenaire, de la billetterie ainsi que de partenariats privés et institutionnels,.
L'organisation des InterAgros génère également certaines retombées économiques pour les communes hôtes, notamment à travers des contrats passés avec des commerçants locaux tels que des boulangeries ou des brasseries. En retour, ces municipalités apportent fréquemment un soutien logistique en mettant à disposition des infrastructures publiques (salles, gymnases), dont la valeur était estimée à environ 40 000 euros lors de l'édition 2016.
Le tarif de participation à l'événement s’élève généralement à un peu plus d'une centaine d’euros pour les quatre jours, hors frais de transport jusqu’au site de la compétition. Certaines écoles choisissent de prendre en charge tout ou partie de ce coût pour leurs étudiants.
Enfin, il arrive que les excédents financiers générés par l'événement soient reversés à des œuvres caritatives. Ce fut le cas en 2013, lorsque l'Institut Agro Montpellier a soutenu une association œuvrant pour le développement du rugby dans les pays émergents.

### Prévention et sécurité
Pour éviter les accidents et responsabiliser les associations organisatrices, ces dernières signent chaque année une charte relative au fonctionnement et leurs responsabilités.
Durant tout l'évènement, les débits de boissons se limitent à une licence III pour les buvettes, et souvent juste de la bière sur les chars. Les potentiels blessés durant les compétitions ou festivités sont pris en charge directement par les secours présents sur place.
À l'entrée du site, l'ensemble des participants est fouillé par des bénévoles pour tenter d'empêcher que des objets interdits et dangereux ne pénètre. L'alcool, comme les engins pyrotechniques font partie de cette liste. Et, dans le site, c'est généralement de la sécurité et du gardiennage privés qui surveillent les lieux de compétitions et de festivités. Ainsi, c'est eux qui gèrent les tentatives d'intrusions ou de vols de matériels.
Les organisateurs cherchent aussi à lutter contre les violences sexistes et sexuels (VSS) à travers de la sensibilisation, des formations et de la diffusion d'informations.

## Épreuves

### Compétitions sportives
Chaque édition est libre de sélectionner les disciplines sportives en fonction des infrastructures disponibles sur le site hôte. Néanmoins, certains sports sont présents de manière quasi systématique d’une année à l’autre, en raison de leur popularité et de leur accessibilité.
Collectifs
- Basket-ball
- Football
- Handball
- Pétanque
- Rugby à sept
- Ultimate
- Volley-ball

Individuels
- Athlétisme
- Boxe
- Badminton
- Équitation
- Judo
- Natation
- Tennis

D'autres sports s'ajoutent à cette liste en fonction des éditions : équitation, course de pédalo, ultimate, gymnastique, escalade, cécifoot, pédalo, échecs ou encore tir à l'arc, palet breton.
La plupart des sports se déclinent en deux classements (féminin et masculin), exception faite pour certains sports (pétanque, ultimate, etc.). Ces matchs sont accessibles aux publics extérieurs, contrairement aux autres moments forts du rassemblement.
En 2017, plus de 400 rencontres se sont déroulées pour l'ensemble des sports collectifs,.

### Compétitions extra-sportives
En amont de l'événement, les différentes écoles participantes s'affrontent lors d’épreuves dites « épreuves suppo », dans le cadre de l’attribution du Prix Suppo. Ce prix distingue l’établissement ayant su mobiliser le plus efficacement sa communauté étudiante en dehors des performances sportives, en valorisant la créativité, l'engagement et la cohésion.
Apparues progressivement au fil des éditions, ces épreuves se déclinent généralement selon les catégories suivantes :

#### Concours de mèmes
Chaque semaine précédant l’événement, et durant généralement cinq à six semaines, les écoles participantes soumettent un mème en lien avec un thème imposé par l'organisation. Ces mèmes sont publiés sur les réseaux sociaux officiels des InterAgros et un classement est établi en fonction du nombre de mentions « J’aime » récoltées par chaque publication.

#### Photo et vidéo d'intimidation
À l’instar du concours de mèmes, chaque école participante doit également réaliser une photographie et une vidéo d’intimidation, mises en scène de manière humoristique et provocatrice à l’égard des autres écoles concurrentes. sont publiés sur les réseaux sociaux officiels des InterAgros et un classement est établi en fonction du nombre de mentions « J’aime » obtenus.

#### Rap d'intimidation
Parmi les épreuves les plus attendues figure également la création d’un rap d’intimidation. Chaque école doit composer et interpréter un morceau original, respectant des règles strictes en matière de respect et d’inclusion. L’objectif est de recueillir un maximum de mentions « J’aime »  sur les réseaux sociaux officiels des InterAgros. Les cinq rap les plus populaires sont ensuite interprétés en direct sur scène le jour de l’événement, constituant un moment phare du rassemblement.
Un des défis imposés consiste à intégrer dans les paroles une liste de mots obligatoires, spécifique à chaque édition. Parmi les exemples récents figurent les mots capillotracté (2023), pérégrination (2024) et marmite (2025).

#### Combat de mascotte
Une autre épreuve emblématique consiste pour chaque école à concevoir une mascotte à partir de matériaux fragiles, tels que le papier mâché. Les écoles s’affrontent ensuite dans une arène, où l’objectif est de protéger sa propre mascotte tout en tentant de détruire celles des écoles adverses. À l’issue de la confrontation, l’équipe dont la mascotte est jugée en meilleur état obtient le maximum de points.

#### Résultats

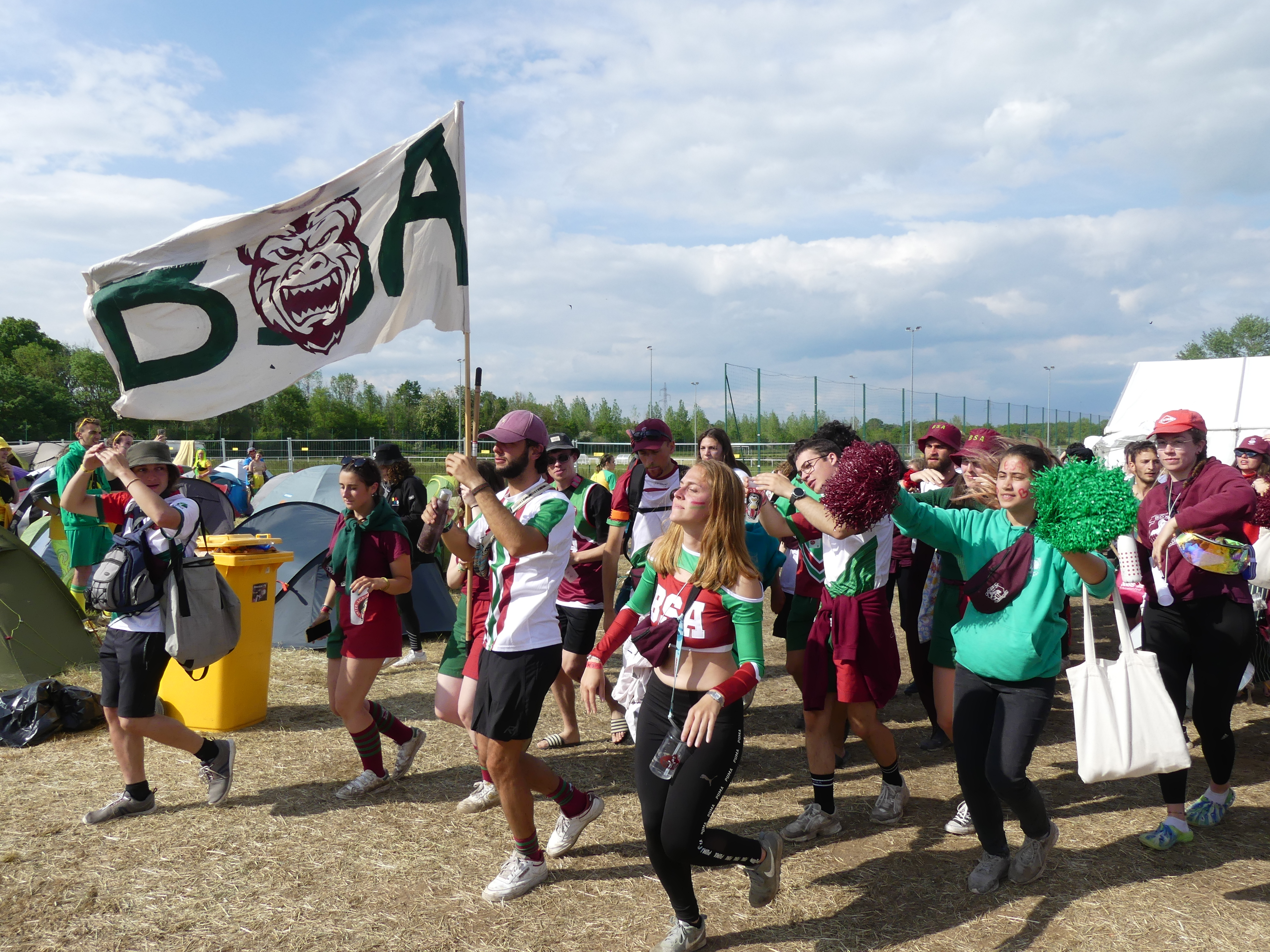
Des supporters de Bordeaux Sciences Agro aux InterAgros de Paris en 2024.

Les différents scores obtenus lors des épreuves « suppo » sont ensuite cumulés, puis additionnés à d’autres critères évalués pendant l’événement, tels que la qualité des banderoles ou l’ambiance générale apportée par chaque école. Le total ainsi calculé détermine le classement final pour l’attribution du Prix Suppo.
| Édition | Année | Lieu                                                                 | Prix Suppo    |
| ------- | ----- | -------------------------------------------------------------------- | ------------- |
| 43      | 2014  | Rennes                                                               | AgroParisTech |
| 44      | 2015  | Toulouse                                                             | ?             |
| 45      | 2016  | Bordeaux                                                             | AgroSupDijon  |
| 46      | 2017  | Nancy                                                                | ACO Rennes    |
| 47      | 2018  | Paris                                                                | AgroSupDijon  |
| 48      | 2019  | Montpellier                                                          | ACO Rennes    |
| -       | 2020  | Rennes (édition annulée pour raison de pandémie de Covid-19)         | -             |
| 49      | 2021  | Toulouse (édition en distanciel pour raison de pandémie de Covid-19) | AgroSupDijon  |
| 50      | 2022  | Bordeaux (1ère édition)                                              | ACO Rennes    |
| 51      | 2023  | Nancy                                                                | ACO Rennes    |
| 52      | 2024  | Paris                                                                | ENSAIA Nancy  |
| 53      | 2025  | Montpellier                                                          | ACO Rennes    |

### Compétition artistique
L’une des épreuves emblématiques des InterAgros est le spectacle de cheerleading. Chaque école, représentée par une troupe composée de plusieurs dizaines de cheerleaders, présente une performance mixte préparée tout au long de l’année. Cette compétition est évaluée par un jury de professionnels du domaine et suscite un vif enthousiasme auprès des étudiants.
| Édition | Année | Lieu        | 1er                                                         | 2e                                                          | 3e                                                          |
| ------- | ----- | ----------- | ----------------------------------------------------------- | ----------------------------------------------------------- | ----------------------------------------------------------- |
| 41      | 2012  | Paris       | ENSA Toulouse                                               | ENSAIA Nancy                                                | INH Anger                                                   |
| 42      | 2013  | Montpellier | -                                                           | -                                                           | -                                                           |
| 43      | 2014  | Rennes      | ENSA Toulouse                                               | ENSAIA Nancy                                                | Montpellier SupAgro                                         |
| 44      | 2015  | Toulouse    | -                                                           | -                                                           | -                                                           |
| 45      | 2016  | Bordeaux    | AgroParisTech                                               | ENSG Nancy                                                  | -                                                           |
| 46      | 2017  | Nancy       | ENSA Toulouse                                               | ENSAIA Nancy                                                | -                                                           |
| 47      | 2018  | Paris       | AgroParisTech                                               | ENSAIA Nancy                                                | ENSA Toulouse                                               |
| 48      | 2019  | Montpellier | AgroParisTech                                               | ENSA Toulouse                                               | ENSAIA Nancy                                                |
|         | 2020  | Rennes      | (édition annulée pour raison de pandémie de Covid-19)       | (édition annulée pour raison de pandémie de Covid-19)       | (édition annulée pour raison de pandémie de Covid-19)       |
| 49      | 2021  | Toulouse    | (édition en distanciel pour raison de pandémie de Covid-19) | (édition en distanciel pour raison de pandémie de Covid-19) | (édition en distanciel pour raison de pandémie de Covid-19) |
| 50      | 2022  | Bordeaux    | AgroParisTech                                               | ENSAIA Nancy                                                | ENSA Toulouse                                               |
| 51      | 2023  | Nancy       | AgroParisTech                                               | ENSA Toulouse                                               | ACO Rennes                                                  |
| 52      | 2024  | Paris       | Bordeaux Sciences Agro                                      | AgroParisTech                                               | Institut Agro Dijon                                         |
| 53      | 2025  | Montpellier | AgroParisTech                                               | Institut Agro Montpellier                                   | Bordeaux Sciences Agro                                      |

## Couverture médiatique

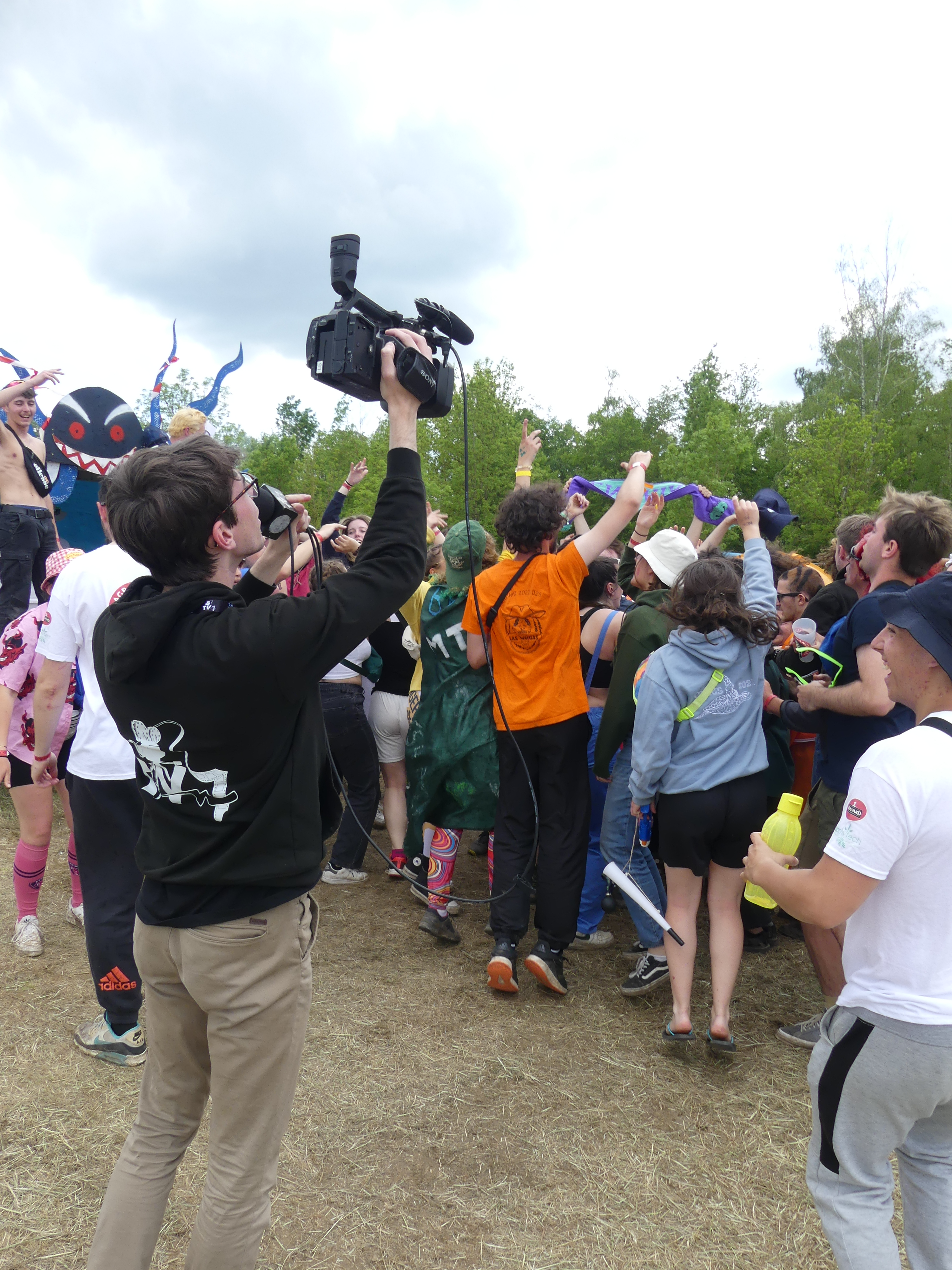
Une caméra de TVN7 en reportage sur le camping des IAN 2023.

Chaque année depuis les InterAgros de Toulouse en 2010, l'association vidéaste de l'ENSEEIHT, TVn7, intervient sur l'évènement et enregistre les moments forts tout comme son bêtisier. Tous les soirs, ces clips vidéos sont visionnés sous forme de journal télévisé (le JT), qui comprennent notamment l'annonce du classement général le samedi soir.
Par ailleurs les InterAgros font périodiquement leurs apparitions dans la presse locale de la région organisatrice.

## Palmarès
En fonction des résultats obtenus dans chaque sport (y compris le cheerleading) et d'un barème prédéfini, un classement général est attribué et une coupe remise au vainqueur lors du JT du samedi soir. Les coefficients de chaque épreuve changent d'une année sur l'autre, mais de manière générale les sports collectifs (rugby, cheerleading, football, …) ont le plus de poids sur le classement général.
| Édition                                                                                  | Année | Ville hôte   | 1er                                                   | 2e                                                    | 3e                                                    |
| ---------------------------------------------------------------------------------------- | ----- | ------------ | ----------------------------------------------------- | ----------------------------------------------------- | ----------------------------------------------------- |
| 34                                                                                       | 2005  | Nancy        | INA Paris-Grignon                                     | ENSAIA Nancy                                          | ENGEE Strasbourg                                      |
| 35                                                                                       | 2006  | Toulouse     | ?                                                     | ?                                                     | ?                                                     |
| 36                                                                                       | 2007  | Paris        | INA Paris-Grignon                                     | ENSA Montpellier                                      | ENSA Rennes                                           |
| 37                                                                                       | 2008  | Montpellier  | ?                                                     | ?                                                     | ?                                                     |
| 38                                                                                       | 2009  | Rennes       | ?                                                     | ?                                                     | ?                                                     |
| 39                                                                                       | 2010  | Toulouse     | ?                                                     | ?                                                     | ?                                                     |
| 40                                                                                       | 2011  | Nancy        | ENSAIA Nancy                                          | ACO Rennes                                            | AgroParisTech                                         |
| 41                                                                                       | 2012  | Paris        | AgroParisTech                                         | ACO Rennes                                            | Montpellier SupAgro                                   |
| 42                                                                                       | 2013  | Montpellier  | ?                                                     | ?                                                     | ?                                                     |
| 43                                                                                       | 2014  | Rennes,      | ENSAIA Nancy                                          | ACO Rennes                                            | AgroParisTech                                         |
| 44                                                                                       | 2015  | Toulouse     | AgroParisTech                                         | ?                                                     | ?                                                     |
| 45                                                                                       | 2016  | Bordeaux     | AgroParisTech                                         | ACO Rennes                                            | Bordeaux Sciences Agro                                |
| 46                                                                                       | 2017  | Nancy        | AgroParisTech                                         | ENSAIA Nancy                                          | ACO Rennes                                            |
| 47                                                                                       | 2018  | Paris        | AgroParisTech                                         | ACO Rennes                                            | AgroSupDijon                                          |
| 48                                                                                       | 2019  | Montpellier  | ACO Rennes                                            | AgroParisTech                                         | AgroSupDijon                                          |
| -                                                                                        | 2020  | Rennes       | (édition annulée pour raison de pandémie de Covid-19) | (édition annulée pour raison de pandémie de Covid-19) | (édition annulée pour raison de pandémie de Covid-19) |
| 49                                                                                       | 2021  | ToulouseNote | AgroSupDijon                                          | ACO Rennes                                            | ENSA Toulouse                                         |
| 50                                                                                       | 2022  | Bordeaux     | Bordeaux Sciences Agro                                | AgroParisTech                                         | ENSA Toulouse                                         |
| 51                                                                                       | 2023  | Nancy        | AgroParisTech                                         | ENSA Toulouse                                         | ENSAIA Nancy                                          |
| 52                                                                                       | 2024  | Paris        | AgroParisTech                                         | Bordeaux Sciences Agro                                | ENSAIA Nancy                                          |
| 53                                                                                       | 2025  | Montpellier  | Institut Agro Montpellier                             | AgroParisTech                                         | ACO Rennes / Institut Agro Dijon (ex aequo)           |
| Note : édition en distanciel, avec des jeux vidéos, pour raison de pandémie de Covid-19. |       |              |                                                       |                                                       |                                                       |